# Goat Simulator
Goat Simulator est un jeu vidéo de simulation en vue objective développé par Coffee Stain Studios. Il est sorti en 2014 sur Windows, Linux, OS X, Android et iOS, puis en 2015 sur Xbox 360, Xbox One, PlayStation 3 et PlayStation 4. Le 23 janvier 2019, Goat Simulator The Goaty sort sur Nintendo Switch, incluant les différents contenus supplémentaires téléchargeables du jeu.

## Système de jeu
Le joueur incarne une chèvre invulnérable et dotée d'une force extraordinaire dans un monde ouvert et décalé où il effectue diverses actions lui faisant gagner des points, comme détruire ou interagir avec des objets ou des personnes, se faire renverser par des véhicules, accomplir certaines quêtes, etc. Le jeu étant de type sandbox, il n'a pas vraiment d'objectif, excepté les points (qui sont toutefois remis à zéro à l'arrêt de la partie) et les « succès Steam ». Les interactions avec les objets sont volontairement absurdes (les ventilateurs projettent très loin dans les airs, les personnages non-joueurs s'écroulent dès qu'on les effleure, etc.) et le joueur peut transporter des objets parfois très lourds en y collant sa langue. Des extensions existent pour pouvoir utiliser des objets (comme un jetpack) ou se transformer en animaux divers (bien que toujours désignés par le terme « goat + caractéristique spécifique »), chacun ayant un pouvoir spécifique.
Une extension nommée Goat MMO Simulator se présentant comme un MMORPG est sortie le 20 novembre 2014, toujours dans un univers décalé où le personnage doit accomplir des quêtes loufoques.

## Développement
À l'origine, le jeu ne devait pas sortir et se limitait à un trailer parodiant le jeu Dead Island. Sous la pression de la communauté de joueurs, le studio a finalement décidé de développer le jeu en le rendant conforme au trailer. Le jeu est présenté par les développeurs comme étant « bourré de bugs pour le rendre plus fun », seuls les bugs risquant de provoquer un plantage ayant été retirés.

## Accueil
Goat Simulator a obtenu 89 % d'évaluations positives sur Steam, les joueurs appréciant le côté fun et décalé du jeu. L'accueil a été plus mitigé sur Jeuxvideo.com, 11/20 pour les utilisateurs et le test d'un des journalistes du site lui attribue 9/20, estimant le prix de 9,99 € excessif pour un jeu qui n'était au départ qu'une blague et qui finalement n'amuse que quelques minutes ainsi que les bugs de graphismes et du moteur de jeu qui, s'ils sont assumés, n'améliorent en rien l'expérience de jeu.